# Gare de Rambouillet
Gare de Rambouillet vasútállomás Franciaországban, Rambouillet településen.

## Vasútvonalak
Az állomást az alábbi vasútvonalak érintik:
- Párizs–Brest-vasútvonal

## Kapcsolódó állomások
A vasútállomáshoz az alábbi állomások vannak a legközelebb:
- Gare de Gazeran (Gare de Brest, Párizs–Brest-vasútvonal)
- Gare du Perray (Paris Gare Montparnasse, Párizs–Brest-vasútvonal, Transilien N)